# Wolfgang Johannes Bekh
Wolfgang Johannes Bekh  (Munique, 14 de abril de 1925 - 22 de dezembro de 2010) foi um escritor alemão.

## Obras (selecionadas)
- 1964: Die Münchner Maler. Essays, Südd. Verlag
- 1965: Apollonius. Roman, Richard Pflaums Verlag
- 1975: Die Herzogspitalgasse. Roman, W. Ludwig Verlag
- 1978: Sehnsucht lässt alle Dinge blühen. Roman, W. Ludwig Verlag
- 1981: Adventgeschichten, W. Ludwig Verlag
- 1981: Tassilonisches Land, W. Ludwig Verlag
- 1984: Dichter der Heimat, W. Ludwig Verlag
- 1988: Laurin. Roman, Martin Verlag
- 1990: Alois Irlmaier. Der Brunnenbauer von Freilassing. Sein Leben und seine Voraussagen, W. Ludwig Verlag, 1990, ISBN 3-7787-3381-8
- 1994: Therese von Konnersreuth. Ein Leben für die Wahrheit, W. Ludwig Verlag
- 1995: Am Brunnen der Vergangenheit, Erinnerungen, Erster Band, Turmschreiber Verlag, Pfaffenhofen
- 1997: ''Selbstbildnis mit Windrad. Erinnerungen, Zweiter Band, Turmschreiber Verlag, Pfaffenhofen
- 1999: Die Entdeckung der Nähe, Erinnerungen, Dritter Band,  Turmschreiber Verlag, Pfaffenhofen
- 2000: Vom Glück der Erinnerung. Dichter aus Bayern, Sankt Michaelsbund, München
- 2001: Alexander von Maffei. Der bayerische Prinz Eugen, W. Ludwig Verlag, Pfaffenhofen
- 2002: Anton Bruckner. Biografie, Lübbe Verlag
- 2005:Gustav Mahler. Biografie, Amalthea Verlag
- 2007: Festhalten und Loslassen. Der Erinnerungen letzter Band, Turmschreiber Verlag
- Vorhersagen und Prophezeiungen: (Bayerische Hellseher, Das Dritte Weltgeschehen, Vorabend der Finsternis, Alois Irlmaier, Mühlhiasl)